# ズヴェノー (航空機)

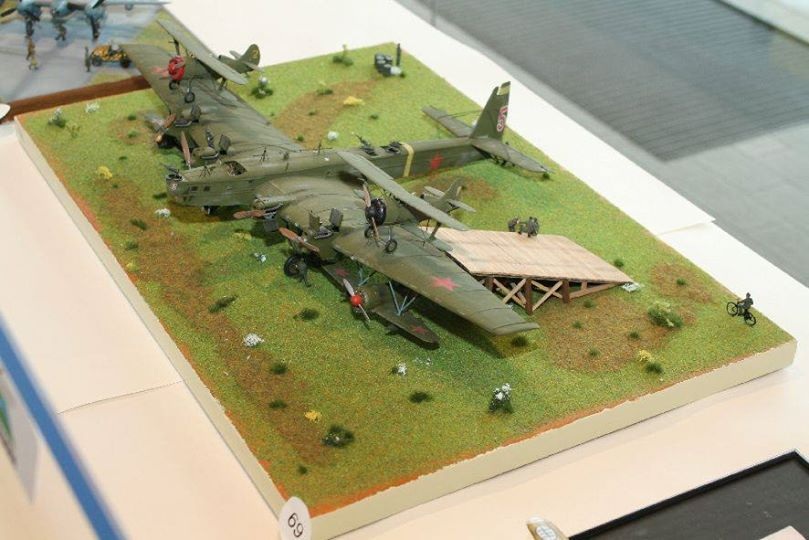
アヴィアマートカ PVO (模型)

ズヴェノー  (ロシア語: Звено、英語: Zveno)、あるいはズヴェノー・プロジェクト  (ロシア語: Звено Проект、英語: Zveno project)は、1930年代にソビエト連邦で開発が進められた親子飛行機（寄生戦闘機）計画の呼称である。"ズヴェノー"はロシア語で鎖の輪・連帯、あるいは飛行編隊や班などを意味する語である。資料によっては"ズベノ"、"スベノ"あるいは"ツベノ"などと表記されている事もある。
ズヴェノー・プロジェクトではズヴェノー1からズヴェノー7、あるいはズヴェノーSPBなどと呼ばれる数種類の組み合わせが試作されているが、共通しているのはツポレフ TB-1あるいはツポレフ TB-3爆撃機を母機として、2機から5機の小型機を搭載（装着）するという計画である事である。これらの小型機は飛行中に分離できるだけでなく、飛行中に再度ドッキングし、母機から給油を受けられるという計画であった。

## 開発
ズヴェノーの開発は1931年、ソビエト空軍の技術研究者であったヴラヂーミル・セルゲーイェヴィチ・ヴァフミストローフによって開始された。ズヴェノーの開発の目的はいくつかあり、
- 航続距離の短い小型戦闘機を、航続距離の長い爆撃機で必要な場所まで輸送する。
- 搭載した小型戦闘機を、母機である爆撃機の護衛戦闘機として運用する。
- 搭載した小型戦闘機に通常では離陸できない重量の爆弾を搭載して、これを急降下爆撃機として運用する。
- 搭載した戦闘機の推力を爆撃機に追加することで、爆撃機自体の積載能力を増加する[3]。

というものであった。
開発されたズヴェノーの機種はすべて、子機も含めすべて有人型で、かつ子機のエンジンも飛行中に稼動させる仕組みであった。これは、母機となる爆撃機に子機を装着することによる速力低下を補うだけでなく、むしろ推力を強化させる効果を狙ったものである。
子機は爆撃機に金属製のフレームで固定されており、切り離しは子機のパイロットによって行われた。最初にテストされたズヴェノー1では前方のラッチは爆撃機の乗員が外し、後方のラッチは子機の乗員が外す構造であったが、これ以降のバージョンではすべて子機のパイロットによる切り離し操作となっている。
また、元の計画では子機は母機である爆撃機から給油を受けられる構造が検討されていたが、これは開発された実機では実装されていない。
ズヴェノー・プロジェクトの機種はその特異な外見から、"ヴァフミストローフのサーカス"とも呼ばれた。

## バリエーション

### ズヴェノー1
1931年12月に初飛行に成功した最初のバージョンで、ツポレフ TB-1を母機として2機のツポレフ I-4を左右の主翼上に1機ずつ搭載したもの。TB-1のプロペラへの影響を防ぐため、複葉機であるI-4は下側の主翼を取り外した状態であったが、これは飛行性能には大きな悪影響は及ぼさなかった。
飛行試験の際に、爆撃機の乗員のラッチ解除操作ミスにより片方のI-4が先に切り離され、もう片方が取り残される事態となったが、残されたI-4とTB-1も安定した飛行を続け、無事に切り離しに成功した。これ以降、子機の切り離し操作はすべて子機のパイロットが行うこととなった。この初試験飛行ではヴァフミストローフ自身もTB-1の機銃座に乗り込んでいた。

### ズヴェノー1a
1933年9月に初飛行。ツポレフ TB-1を母機として、2機のポリカルポフ I-5を左右の主翼上に1機ずつ搭載したもの。

### ズヴェノー2

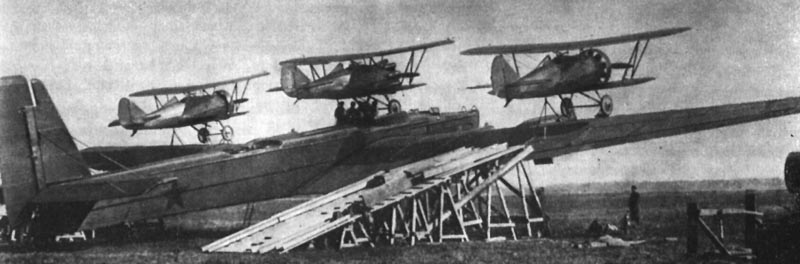
ズヴェノー2

1934年8月に初飛行。ツポレフ TB-3を母機として、3機のポリカルポフ I-5を左右の主翼上および胴体真上に1機ずつ搭載したもの。胴体上のI-5にはパイロットが乗り込みエンジンを動作させていたが、純粋に"5番目のエンジン"として使用されており、空中発射されるための装備ではなかった。

### ズヴェノー3
ツポレフ TB-3を母機として、2機のグリゴローヴィチ I-Zを左右の主翼の下に1機ずつ装着したもの。
I-Zは固定式の主脚を持つ単葉機で、着陸した状態ではI-Zの主脚も地面に触れる状態になっていた。このため、滑走路の路面状態が悪い場合を考え、I-Zの固定位置は母機のTB-3に近づけられるように上下方向に動かせるようになっていたが、離陸後にはすぐに本来の固定位置にロックする必要があった。I-Zがしっかりと固定されていない状態では、TB-3の制御に大きな悪影響を与えるためである。
試験飛行中、I-Zのパイロットがこの固定操作を誤って母機との接続フレームが破損し、I-ZはTB-3の主翼に繋がった状態で空中接触し大破した。TB-3は2機のI-Zを装着したまま緊急着陸したが、着陸速度が遅く、大破したI-ZはTB-3から脱落し、パイロットはこの事故で死亡してしまった。この事故は最大5機の子機の空中離脱や再接続を行ったズヴェノー・プロジェクト全体の中でも、結果として最も深刻なものとなった。

### ズヴェノー5

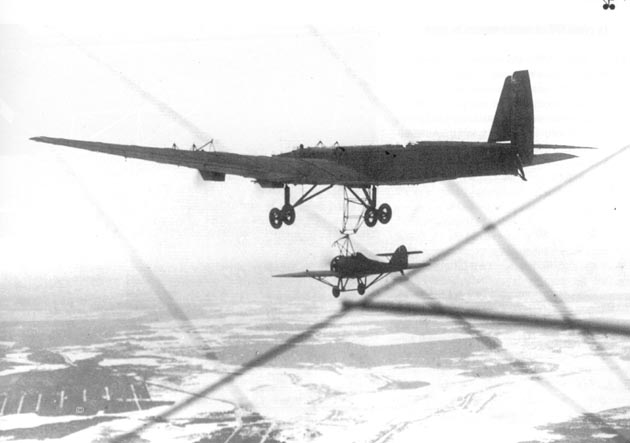
ズヴェノー5

1935年3月に初飛行。ツポレフ TB-3を母機として、1機のグリゴローヴィチ I-ZをTB-3の機体真下に装着したもの。
着陸した状態ではTB-3の機体の下に空間がなかったため、I-Zのドッキングは離陸後に空中で行われ、着陸する前にはI-Zは必ず離脱する必要があるという仕様で、いわば空中でのドッキングの実証試験機であった。

### ズヴェノー6
1935年8月に初飛行 (1934年12月とする資料も見られる)。ツポレフ TB-3を母機として、2機のポリカルポフ I-16を左右の主翼下側に装着したもの。着陸時にはI-16は主脚を引き込んだ状態としている。I-16は空中で切り離しのみ可能で、再接続はおそらく不可能である。

### ズヴェノー7
ツポレフ TB-3を母機として、2機のポリカルポフ I-16を左右の主翼下側に空中で装着するもの。資料によっては後述の"アヴィアマートカ PVO"を"ズヴェノー7"と分類しているケースも見られる。

### アヴィアマートカ PVO

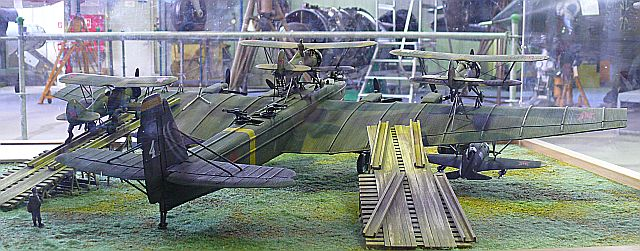
アヴィアマートカ PVO (模型)

1935年11月に初飛行。ツポレフ TB-3を母機として、左右の主翼上に2機のポリカルポフ I-5を搭載し、左右の主翼下側に2機のポリカルポフ I-16を装着し、さらに胴体下に1機のグリゴローヴィチ I-Zを空中接続するもの。資料によってはこのタイプを"ズヴェノー7"と分類しているケースも見られる。
"アヴィアマートカ" (Aviamatka) は"空中空母"、"PVO"は"防空軍"といった意味で、防空用の滞空時間の長い空中空母のような用途を考えて開発されたものである。

### ズヴェノーSPB

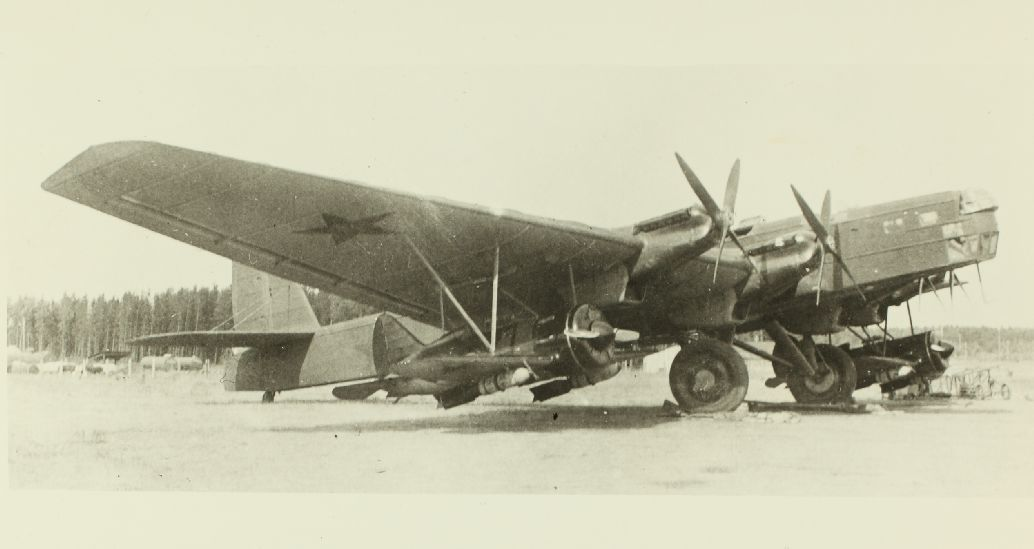
ズヴェノーSPB

1937年7月に初飛行。計画自体は1934年から進められていた。ツポレフ TB-3を母機として2機のポリカルポフ I-16を左右の主翼下側に装着したもの。このI-16はI-16 SPBと呼ばれる急降下爆撃機タイプで、通常のI-16では離陸不可能な重量の爆弾（250kg爆弾×2発）を搭載した子機を、母機から空中発射して運用する思想のものである。行動範囲が広く、強力な攻撃力を持つ急降下爆撃機システムとして第二次世界大戦初期に黒海沿岸のクリミア半島西部に配備され、実戦に投入された。
1941年7月26日には、枢軸国側に付いたルーマニアの黒海に面した港湾都市コンスタンツァに施設されていた石油パイプラインへの攻撃にズヴェノーSPBが投入され破壊に成功した。同年8月にはコンスタンツァへの物資供給ラインであった鉄道のドニエプル川に架かる鉄橋への攻撃に投入され、こちらでも戦果を挙げた。
ズヴェノーSPBはこのようにある程度成功したプロジェクトであったが、1942年頃になるとドイツ軍の航空優勢に対してズヴェノーSPBの防御力が低く損失が懸念され、作戦投入は中止された。ズヴェノーSPBは運用停止されるまでに29回ないし30回程度の作戦投入が行われたとされる。

## 関連作品
ウクライナの模型メーカーであるICMはツポレフTB-3およびポリカルポフI-16の1/72スケールプラモデルキットをそれぞれ開発/発売しており、これを組み合わせてズヴェノーSPBの1/72スケールキットを発売していた。
また、2015年にウクライナの模型メーカー "エイビス" (AVIS)が "Mikro Mir" ブランドでツポレフ TB-1の1/72スケールプラモデルキットを発売し、このTB-1のキットとICM製のポリカルポフ I-5のキットを組み合わせ、自社製の支柱パーツを追加したズヴェノー1Aのキットが同じウクライナの模型メーカー "Aモデル" から2016年に発売された。
また、ズヴェノー1に搭載されていたツポレフ I-4の1/72スケールキットがアメリカ合衆国の模型メーカー "アンコールモデルズ" (Encore Models)から"ANT-5"の名称で発売されており、このキットと前述のTB-1（あるいはズヴェノー1A）を組み合わせることでズヴェノー1を再現可能である。
尚、ズヴェノー3、ズヴェノー5、およびアヴィアマートカPVOに使用されていたグリゴローヴィチ I-Zの1/72スケールのプラモデルキットは2016年末時点で発売されておらず、1/72スケールの模型はロシアのKSKA製のバキュームフォームキット、チェコのガレージキットメーカーであるオメガモデルズ (Omega Models) およびロシアのガレージキットメーカーであるAirkits KAjuKから発売されているレジン製キットのみである。Airkits KAjuKのキットにはズヴェノー搭載機を再現するための支柱もパーツ化されている。